# Lindy Ruff
Pour les articles homonymes, voir Ruff.
Lindy Cameron Ruff (né le 17 février 1960 à Warburg en Alberta au Canada) est un joueur professionnel de hockey sur glace devenu entraîneur.

## Biographie

### Carrière de joueur
Il commence sa carrière en junior en 1976-77 en jouant dans la Ligue de hockey de l'Ouest pour les Broncos de Lethbridge. Trois saisons plus tard, en 1979, il est choisi au cours du repêchage d'entrée dans la Ligue nationale de hockey par les Sabres de Buffalo en seconde ronde (32e choix au total).
Il fait alors ses débuts avec les Sabres dans la LNH et il ne quittera la franchise qu'en 1989 à une vingtaine de matchs de la fin de la saison afin de jouer avec les Rangers de New York les séries.
Au cours de la saison 1990-1991, il ne joue quasiment pas et en 1993 après un passage dans la Ligue américaine de hockey et dans la Ligue internationale de hockey, il met fin à sa carrière de joueur.
Il était réputé pour son jeu physique et sa volonté de ne rien lâcher sur la glace.[réf. nécessaire]

### Carrière d'entraîneur
En 1993, il devient entraîneur-adjoint de Roger Neilson pour les Panthers de la Floride, toute jeune franchise de la ligue. Il occupera ce poste jusqu'à la fin de la saison 1996-1997. Au cours de la saison 1995-1996, les Panthers accèdent à la finale de la Coupe Stanley.
Avant le début de la saison 1997-1998, il est engagé en tant qu'entraîneur de son ancienne équipe, les Sabres de Buffalo.
Le 5 avril 2006, il devient le 31e entraîneur de l'histoire de la LNH à atteindre les 300 victoires en carrière et seulement le 16e à réaliser cette performance avec la même équipe. À la fin de la saison, il reçoit le trophée Jack-Adams en tant que meilleur entraîneur de la saison.
En 2007, il est choisi pour être l'entraîneur de l'association de l'Est lors du 55e Match des étoiles de la Ligue nationale de hockey. Son équipe perd 12 à 9.
Le 20 février 2013, il est congédié de son poste par les Sabres de Buffalo.
Le 21 juin 2013 les Stars de Dallas confirme qu'il sera leur entraîneur pour la saison 2013-2014. Le 9 avril 2017, les Stars annonce qu'il ne serait pas de retour comme entraîneur-chef pour la saison 2017-2018.
Le 10 juillet 2017, on annonce que Ruff devient entraîneur-adjoint des Rangers de New York.
Le 9 juillet 2020, Ruff est nommé entraîneur-chef des Devils du New Jersey. Le 26 novembre 2022, il devient le 5e entraîneur de la LNH à franchir le cap des 800 victoires alors que les Devils remporte leur match 5 à 1 contre les Capitals de Washington. Au terme de la saison 2022-2023, avec un bilan d'équipe de 52-22-8, il est nommé finaliste du trophée Jack-Adams. 
Le directeur général des Devils Tom Fitzgerald lui offre une prolongation de contrat de plusieurs saisons le 11 octobre 2023. Cependant, le 4 mars 2024, avec cinq défaites à leurs sept derniers matchs et à sept points d'une place en séries, il est limogé par les Devils et remplacé par intérim par l'entraîneur-adjoint Travis Green. 
Le 22 avril 2024, Ruff est embauché pour une deuxième fois comme entraîneur-chef par les Sabres de Buffalo.

### Vie personnelle
Il est marié à Gaye et ils ont quatre enfants.

## Statistiques

### Statistiques joueur
| Saison      | Équipe                 | Ligue       |     | Saison régulière | Saison régulière | Saison régulière | Saison régulière | Saison régulière |    | Séries éliminatoires | Séries éliminatoires | Séries éliminatoires | Séries éliminatoires | Séries éliminatoires |
| Saison      | Équipe                 | Ligue       | PJ  | B                | A                | Pts              | Pun              | PJ               | B  | A                    | Pts                  | Pun                  |                      |                      |
| 1976-1977   | Broncos de Lethbridge  | LHOu        | 2   | 0                | 2                | 2                | 0                | -                | -  | -                    | -                    | -                    |                      |                      |
| 1976-1977   | Golden Suns de Taber   | LHJA        | 60  | 13               | 33               | 46               | 112              | -                | -  | -                    | -                    | -                    |                      |                      |
| 1977-1978   | Broncos de Lethbridge  | LHOu        | 66  | 9                | 24               | 33               | 219              | 8                | 2  | 8                    | 10                   | 4                    |                      |                      |
| 1978-1979   | Broncos de Lethbridge  | LHOu        | 24  | 9                | 18               | 27               | 108              | 6                | 0  | 1                    | 1                    | 0                    |                      |                      |
| 1979-1980   | Sabres de Buffalo      | LNH         | 63  | 5                | 14               | 19               | 38               | 8                | 1  | 1                    | 2                    | 19                   |                      |                      |
| 1980-1981   | Sabres de Buffalo      | LNH         | 65  | 8                | 18               | 26               | 121              | 6                | 3  | 1                    | 4                    | 23                   |                      |                      |
| 1981-1982   | Sabres de Buffalo      | LNH         | 79  | 16               | 32               | 48               | 194              | 4                | 0  | 0                    | 0                    | 28                   |                      |                      |
| 1982-1983   | Sabres de Buffalo      | LNH         | 60  | 12               | 17               | 29               | 130              | 10               | 4  | 2                    | 6                    | 47                   |                      |                      |
| 1983-1984   | Sabres de Buffalo      | LNH         | 58  | 14               | 31               | 45               | 101              | 3                | 1  | 0                    | 1                    | 9                    |                      |                      |
| 1984-1985   | Sabres de Buffalo      | LNH         | 39  | 13               | 11               | 24               | 45               | 5                | 2  | 4                    | 6                    | 15                   |                      |                      |
| 1985-1986   | Sabres de Buffalo      | LNH         | 54  | 20               | 12               | 32               | 158              | -                | -  | -                    | -                    | -                    |                      |                      |
| 1986-1987   | Sabres de Buffalo      | LNH         | 50  | 6                | 14               | 20               | 74               | -                | -  | -                    | -                    | -                    |                      |                      |
| 1987-1988   | Sabres de Buffalo      | LNH         | 77  | 2                | 23               | 25               | 179              | 6                | 0  | 2                    | 2                    | 23                   |                      |                      |
| 1988-1989   | Sabres de Buffalo      | LNH         | 63  | 6                | 11               | 17               | 86               | -                | -  | -                    | -                    | -                    |                      |                      |
| 1988-1989   | Rangers de New York    | LNH         | 13  | 0                | 5                | 5                | 31               | 2                | 0  | 0                    | 0                    | 17                   |                      |                      |
| 1989-1990   | Rangers de New York    | LNH         | 56  | 3                | 6                | 9                | 80               | 8                | 0  | 3                    | 3                    | 12                   |                      |                      |
| 1990-1991   | Rangers de New York    | LNH         | 14  | 0                | 1                | 1                | 27               | -                | -  | -                    | -                    | -                    |                      |                      |
| 1991-1992   | Americans de Rochester | LAH         | 62  | 10               | 24               | 34               | 110              | 13               | 0  | 4                    | 4                    | 16                   |                      |                      |
| 1992-1993   | Gulls de San Diego     | LIH         | 81  | 10               | 32               | 42               | 100              | 14               | 1  | 6                    | 7                    | 26                   |                      |                      |
| Totaux LNH  | Totaux LNH             | Totaux LNH  | 691 | 105              | 195              | 300              | 1 264            | 52               | 11 | 13                   | 24                   | 193                  |                      |                      |
| Totaux LHOu | Totaux LHOu            | Totaux LHOu | 92  | 18               | 44               | 62               | 327              | 14               | 2  | 9                    | 11                   | 4                    |                      |                      |

### Statistiques entraîneur
| Saison    | Équipe               | Ligue |    | PJ | V  | D  | N  | Pr   | % V                         |  | Séries éliminatoires |
| 1997-1998 | Sabres de Buffalo    | LNH   | 82 | 36 | 29 | 17 | 0  | 54,3 | Éliminé au 3e tour          |  |                      |
| 1998-1999 | Sabres de Buffalo    | LNH   | 82 | 37 | 28 | 17 | 0  | 55,5 | Éliminé en finale           |  |                      |
| 1999-2000 | Sabres de Buffalo    | LNH   | 82 | 35 | 32 | 11 | 4  | 51,8 | Éliminé au 1re tour         |  |                      |
| 2000-2001 | Sabres de Buffalo    | LNH   | 82 | 46 | 30 | 5  | 1  | 59,8 | Éliminé au 2e tour          |  |                      |
| 2001-2002 | Sabres de Buffalo    | LNH   | 82 | 35 | 35 | 11 | 1  | 50   | Non qualifiés               |  |                      |
| 2002-2003 | Sabres de Buffalo    | LNH   | 82 | 27 | 37 | 10 | 8  | 43,9 | Non qualifiés               |  |                      |
| 2003-2004 | Sabres de Buffalo    | LNH   | 82 | 37 | 34 | 7  | 4  | 51,8 | Non qualifiés               |  |                      |
| 2005-2006 | Sabres de Buffalo    | LNH   | 82 | 52 | 24 | -  | 6  | 67,1 | Éliminé au 3e tour          |  |                      |
| 2006-2007 | Sabres de Buffalo    | LNH   | 82 | 53 | 22 | -  | 7  | 68,9 | Éliminé au 3e tour          |  |                      |
| 2007-2008 | Sabres de Buffalo    | LNH   | 82 | 39 | 31 | -  | 12 | 54,9 | Non qualifiés               |  |                      |
| 2008-2009 | Sabres de Buffalo    | LNH   | 82 | 41 | 32 | -  | 9  | 55,5 | Non qualifiés               |  |                      |
| 2009-2010 | Sabres de Buffalo    | LNH   | 82 | 45 | 27 | -  | 10 | 61   | Éliminé au 1re tour         |  |                      |
| 2010-2011 | Sabres de Buffalo    | LNH   | 82 | 43 | 29 | -  | 10 | 58,5 | Éliminé au 1re tour         |  |                      |
| 2011-2012 | Sabres de Buffalo    | LNH   | 82 | 39 | 32 | -  | 11 | 54,3 | Non qualifiés               |  |                      |
| 2012-2013 | Sabres de Buffalo    | LNH   | 82 | 6  | 10 | -  | 1  | 38,2 | Congédié en cours de saison |  |                      |
| 2013-2014 | Stars de Dallas      | LNH   | 82 | 40 | 31 | -  | 11 | 55,5 | Éliminé au 1re tour         |  |                      |
| 2014-2015 | Stars de Dallas      | LNH   | 82 | 41 | 31 | -  | 10 | 56,1 | Non qualifiés               |  |                      |
| 2015-2016 | Stars de Dallas      | LNH   | 82 | 50 | 23 | -  | 9  | 66,5 | Éliminé au 2e tour          |  |                      |
| 2016-2017 | Stars de Dallas      | LNH   | 82 | 34 | 37 | -  | 11 | 48,2 | Non qualifiés               |  |                      |
| 2020-2021 | Devils du New Jersey | LNH   | 56 | 19 | 30 | -  | 7  | 40,2 | Non qualifiés               |  |                      |
| 2021-2022 | Devils du New Jersey | LNH   | 82 | 27 | 46 | -  | 9  | 38,4 | Non qualifiés               |  |                      |
| 2022-2023 | Devils du New Jersey | LNH   | 82 | 52 | 22 | -  | 8  | 68,3 | Éliminé au 2e tour          |  |                      |
| 2023-2024 | Devils du New Jersey | LNH   | 61 | 30 | 27 | -  | 4  | 52,5 | Congédié en cours de saison |  |                      |